# Vienne (flod)

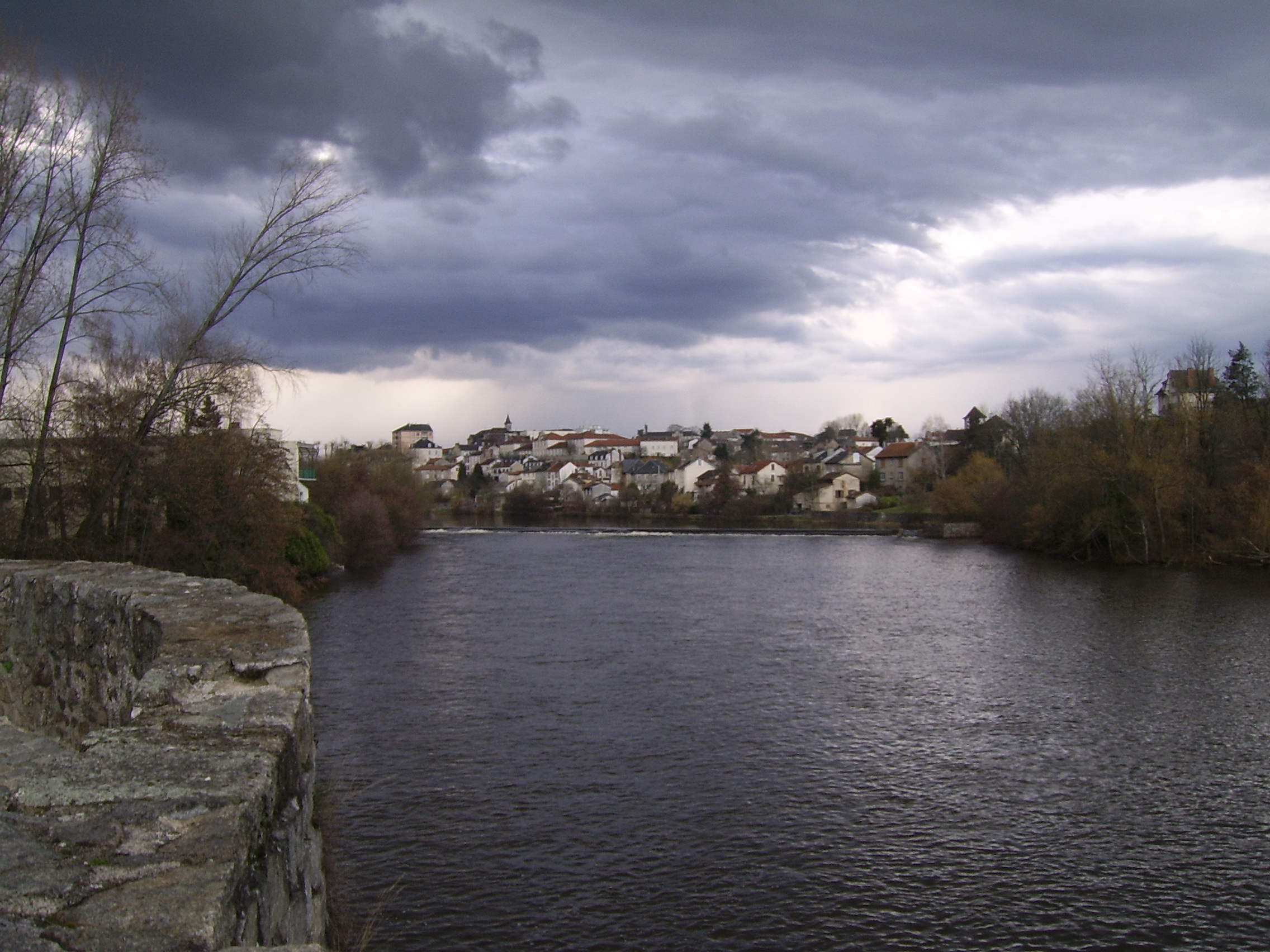
Vienne vid Limoges.

Vienne är en flod i västra Frankrike, en viktig biflod till Loire.  
Flodens källa ligger på 920 m ö.h. i departementet Corrèze. Sedan ger den sitt namn till två departement, Haute-Vienne och Vienne. Efter en kort sträcka i departementet Charente lämnar floden regionen Nouvelle-Aquitaine och mynnar ut i Loire vid Candes-Saint-Martin i departementet Indre-et-Loire.
Några städer längs floden är Limoges, Châtellerault och Chinon.